# Bursins
Bursins is een gemeente en plaats in het Zwitserse kanton Vaud en maakt sinds 2008 deel uit van het district Nyon. Voor 1 januari 2008 maakte de gemeente deel uit van het toen opgeheven district Rolle.
Bursins telt 667 inwoners.

## Bekende inwoners
- Peter Ustinov (1921-2004), Brits acteur, die in Bursins woonde van 1957 tot aan zijn overlijden en er ook begraven is.
- Guy Parmelin (1959-), Bondsraadslid sinds 2017.